# I colori dell'anima (film 2004)
I colori dell'anima (Modigliani) è un film del 2004 scritto e diretto da Mick Davis.

## Trama
Amedeo Modigliani, da tutti chiamato Modì, è un pittore italiano di nessuna fortuna e malato di tubercolosi, che da anni vive a Parigi conducendo un'esistenza ai limiti dell'accattonaggio, facendo largo consumo di droghe e dimostrando un carattere guascone, tanto da irritare il più famoso collega Pablo Picasso che, geloso del suo talento, lo sfida a partecipare a un concorso tra artisti: il quadro migliore verrà premiato con un'ingente somma di denaro.
In un montaggio alternato tra realtà e flashback, ripercorriamo l'ultimo anno di vita di Modì. Dalla nascita a Livorno in una famiglia ebraica in bancarotta alla passione per l'arte che lo porta a trasferirsi nella capitale francese. Qui stringe amicizia con vari artisti e, a un corso di disegno, conosce la diciannovenne Jeanne Hébuterne, di cui si innamora ricambiato e con la quale va a convivere, scatenando le ire del padre di lei, bigotto ed antisemita. A Jeanne, che gli chiede come mai non dipinga mai gli occhi, Modì risponde: "Devo prima conoscere la tua anima."
Tra una sbronza e l'altra, ex amanti armate di fucile, il ricovero dell'amico Maurice Utrillo in manicomio, le droghe ed i frequenti attacchi della malattia, l'amore è la sola cosa che faccia andare avanti Modì, e ben presto Jeanne rimane incinta e partorisce una bambina, che sarà chiamata Jeanne. Nel frattempo, grazie all'amico Léopold Zborowski, che lo mantiene economicamente, viene dedicata a Modì la prima mostra personale alla Galerie Weil, che viene però chiusa dalla polizia a causa della presunta oscenità dei nudi esposti, tra le risate di Picasso.
A Modì, preda della rabbia e desideroso di riscatto nei confronti del rivale, del suocero e della vita, non resta quindi che accettare la sfida a partecipare al concorso, per cui dipinge uno stupendo ritratto di Jeanne in blu e con gli occhi ben grandi. Ma la sera dell'esposizione il pittore, che ha appena fatto richiesta in Comune per sposare Jeanne, viene picchiato da due sgherri del gestore di un bar per avergli sentito dire che possedeva 5000 franchi. Trascinatosi coperto di sangue a casa, e colpito dall'ennesimo violento attacco della tubercolosi, Modì viene ricoverato in ospedale, dove muore sotto gli occhi degli amici e della straziata Jeanne che, in preda alla disperazione, si suicida gettandosi dalla finestra della casa dei parenti il giorno dopo la morte dell'amato, con il quale verrà sepolta.

## Produzione
Il film, una co-produzione tra Stati Uniti, Francia, Germania, Italia, Regno Unito e Romania, è una versione romanzata dell'ultimo periodo della vita di Modigliani. Quasi interamente girato in Romania, si avvale delle scenografie degli italiani Marchione e Forletta.

## Distribuzione
Il film fu presentato in anteprima al Toronto International Film Festival il 16 settembre 2004 per poi essere distribuito nelle sale cinematografiche statunitensi il 12 dicembre dello stesso anno. In Italia uscì invece nelle sale il 13 maggio 2005.

## Accoglienza

### Critica
Alla sua uscita il film fu completamente stroncato dalla critica. Il sito Rotten Tomatoes gli ha assegnato un punteggio pari al 4% basato su un totale di 24 recensioni e una votazione pari a 3.70/10, con il consenso generale che recita: «Quasi tutti sono fuori posto in questo ritratto sconnesso e lento dell'artista italiano Amedeo Modigliani». Fu invece accolto positivamente dal pubblico, il cui consenso ha riportato un punteggio pari al 78%. Su Metacritic riporta invece un punteggio di 25 su 100 basato su 10 recensioni professionali.